# Königin Charlotte (Schiff)
Das Halbsalondampfschiff Königin Charlotte mit Seitenradantrieb wurde nach der Gemahlin Charlotte zu Schaumburg-Lippe des letzten Königs von Württemberg Wilhelm II. benannt. Im Kursdienst fuhr es nach seiner Inbetriebnahme 1893 hauptsächlich im Bodensee-Querverkehr von seinem Heimathafen Friedrichshafen nach Rorschach oder Romanshorn.

## Geschichte

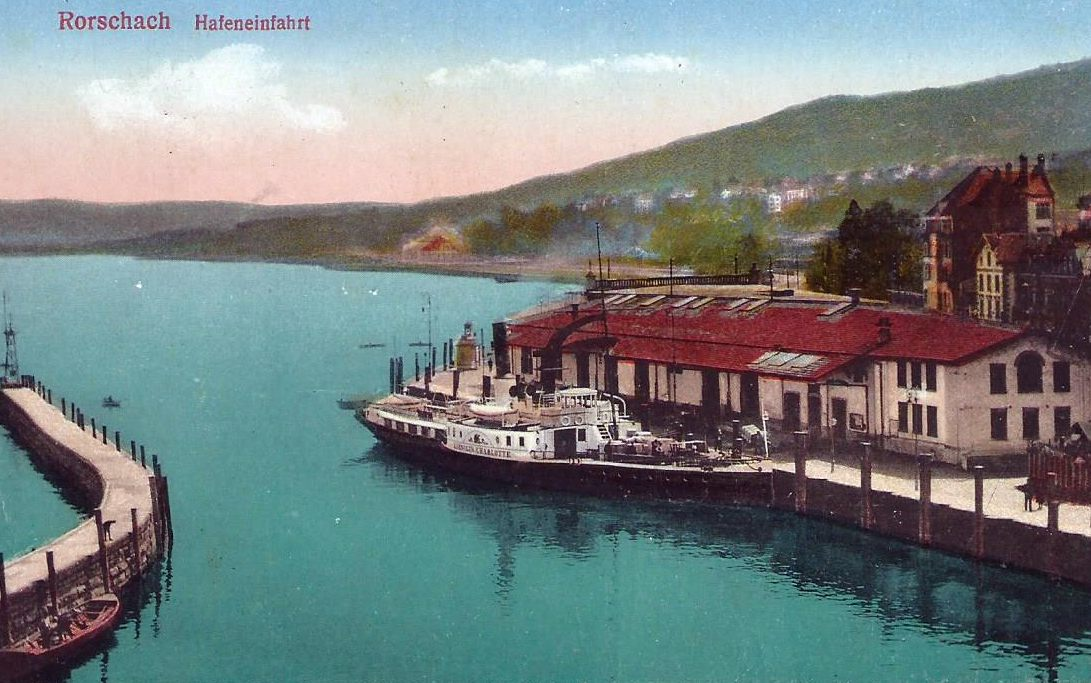
Königin Charlotte um 1900 im Hafen von Rorschach

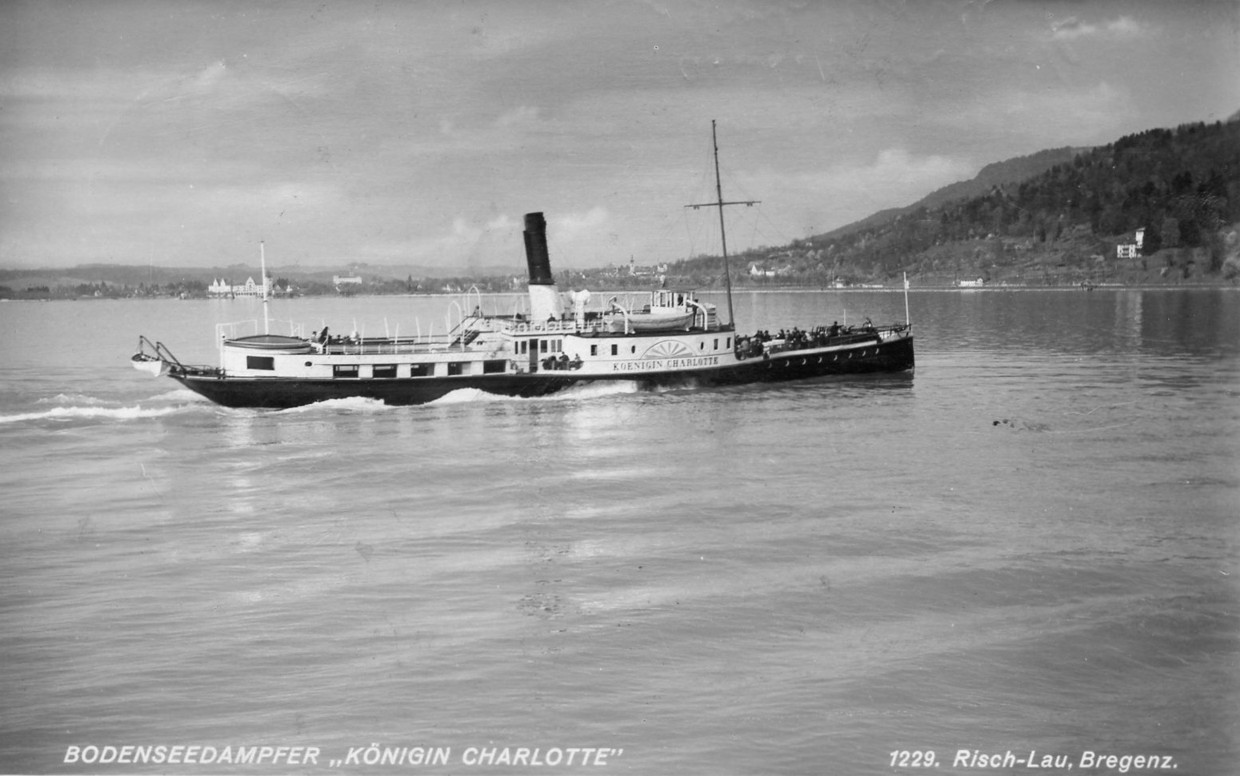
Königin Charlotte in den 1920er Jahren vor Bregenz

Mit der Königin Charlotte wurde die aus dem Jahr 1854 stammende Olga ersetzt. Erbauer der Königin Charlotte war die Maschinenfabrik Gotthilf Kuhn in Stuttgart-Berg, Schiffsrumpf und Aufbauten stammten aus der Werft der Gebrüder Sachsenberg aus Roßlau. Besonderes Kennzeichen des Dampfschiffs war der sogenannte Königspavillon mit einem kuppelartigen Glasdach am Ende des Halbsalons. Wie bei allen Halbsalonschiffen der württembergischen Königs-Klasse waren die Aussichtsfenster lang und großflächig, um ein möglichst maritimes Erscheinungsbild zu erzielen. Erstmals wurden bei einem deutschen Bodenseeschiff auch Sitzplätze für die II. Klasse geboten.
Im Jahr 1893 erfolgte die Indienststellung bei den Königlich Württembergischen Staats-Eisenbahnen. Nach Ende des Ersten Weltkriegs wurde 1920 der Schiffsbestand der einstigen württembergischen, badischen und bayrischen Länderbahnen von der Deutschen Reichsbahn übernommen. Im Gegensatz zu badischen, bayrischen und österreichischen Schiffen mit Herrschernamen durften die württembergischen Schiffe ihre Regentennamen behalten. Lediglich das königliche Wappen an den Radkästen musste entfernt werden.
Zu Beginn des Zweiten Weltkriegs wurde das Schiff 1939 von der Wehrmacht angemietet und 1940 mit Flak-Geschützen ausgerüstet. Der Ausmusterung durch die Deutsche Reichsbahn im Jahr 1943 folgte 1944 die Aufrüstung als verankerte Flakbatterie vor Friedrichshafen mit einem Vierlingsgeschütz auf dem Vorschiff und mit Suchscheinwerfern auf dem ehemals königlichen Heckpavillon. Bei dem verheerenden Luftangriff auf Friedrichshafen am 28. April 1944 wurde die Königin Charlotte am Liegeplatz im Hafen von Bomben getroffen. Sie sank, wurde wieder gehoben und Ende 1944 als letztes „Königsschiff“ des Bodensees abgebrochen.